# دانیزی
دانیزی (به فرانسوی: Danizy) یک کمون (فرانسه) در فرانسه است که در ان (ا-دو-فرانس) واقع شده‌است. دانیزی ۴٫۴۹ کیلومتر مربع مساحت دارد ۷۳ متر بالاتر از سطح دریا واقع شده‌است.